# Fame (Irene Cara)
Fame is een popnummer geschreven door Michael Gore (muziek) en Dean Pitchford (tekst) dat in mei 1980 uitgebracht werd in de Verenigde Staten en Canada en succesvol werd als themalied van de Fame-film en -serie. Het nummer werd gezongen door Irene Cara, die de rol van Coco Hernandez speelde in de film. Het nummer won de Academy Award voor Beste Originele Nummer en in dezelfde categorie een Golden Globe Award.

## Achtergrond
Fame kwam in thuisland de VS in de zomer van 1980 op de 4e positie te staan in de Billboard Hot 100 en nummer 1 op de Billboard Hot Dance Club Play-lijst.
Pas in juli 1982 werd Fame uitgebracht in het Verenigd Koninkrijk, Ierland, de rest van Europa en Oceanië, tegelijk met het uitzenden van de televisieserie. De plaat stond drie weken op nummer 1 in het Verenigd Koninkrijk. 
In Nederland werd de plaat in de winter van 1982-1983 populair door het uitzenden van de serie op televisie door de VARA en doordat de plaat veelvuldig werd gedraaid op Hilversum 3. De plaat werd een gigantische hit in de destijds drie hitlijsten op de nationale publieke popzender en bereikte de nummer 1-positie in zowel de Nederlandse Top 40  elf weken genoteerd, waarvan drie weken op nummer 1, in februari en maart 1983), de Nationale Hitparade als de TROS Top 50. In de Europese hitlijst op Hilversum 3, de TROS Europarade, werd de 8e positie bereikt.
In België bereikte de plaat begin 1983 de nummer 1-positie in zowel de voorloper van de Vlaamse Ultratop 50 als de Vlaamse Radio 2 Top 30.

## Covers
Nadat de single uitkwam zijn er verschillende covers uitgebracht.
- Een danceversie werd uitgebracht door popgroep Models.
- Kristen Bell (Veronica Mars) zong Fame bij de Emmy Awards van 2005.
- De Franse progressive metalband Adagio speelde het nummer in 2005 op hun album Dominate.
- Het Japanse popduo Pink Lady coverde het nummer in het Japans.
- Isméne heeft met het Dance Project Navy Blue gecoverd in een dance-versie 2004 Navy Blue Ft. Isméne bij het label Double Dance

In de televisieserie werd het nummer gezongen door Erica Gimpel, die Coco Hernandez speelde in de televisieserie.

## Hitnoteringen

### Nederlandse Top 40
| "Fame" in de Nederlandse Top 40 - binnen: 29-01-1983 | "Fame" in de Nederlandse Top 40 - binnen: 29-01-1983 | "Fame" in de Nederlandse Top 40 - binnen: 29-01-1983 | "Fame" in de Nederlandse Top 40 - binnen: 29-01-1983 | "Fame" in de Nederlandse Top 40 - binnen: 29-01-1983 | "Fame" in de Nederlandse Top 40 - binnen: 29-01-1983 | "Fame" in de Nederlandse Top 40 - binnen: 29-01-1983 | "Fame" in de Nederlandse Top 40 - binnen: 29-01-1983 | "Fame" in de Nederlandse Top 40 - binnen: 29-01-1983 | "Fame" in de Nederlandse Top 40 - binnen: 29-01-1983 | "Fame" in de Nederlandse Top 40 - binnen: 29-01-1983 | "Fame" in de Nederlandse Top 40 - binnen: 29-01-1983 | "Fame" in de Nederlandse Top 40 - binnen: 29-01-1983 |
| Week                                                 | 1                                                    | 2                                                    | 3                                                    | 4                                                    | 5                                                    | 6                                                    | 7                                                    | 8                                                    | 9                                                    | 10                                                   | 11                                                   |                                                      |
| ---------------------------------------------------- | ---------------------------------------------------- | ---------------------------------------------------- | ---------------------------------------------------- | ---------------------------------------------------- | ---------------------------------------------------- | ---------------------------------------------------- | ---------------------------------------------------- | ---------------------------------------------------- | ---------------------------------------------------- | ---------------------------------------------------- | ---------------------------------------------------- | ---------------------------------------------------- |
| Nummer                                               | 24                                                   | 10                                                   | 2                                                    | 1                                                    | 1                                                    | 1                                                    | 2                                                    | 6                                                    | 14                                                   | 24                                                   | 31                                                   | uit                                                  |

### Nationale Hitparade
| "Fame" in de Nederlandse Nationale Hitparade - binnen: 05-02-1983 | "Fame" in de Nederlandse Nationale Hitparade - binnen: 05-02-1983 | "Fame" in de Nederlandse Nationale Hitparade - binnen: 05-02-1983 | "Fame" in de Nederlandse Nationale Hitparade - binnen: 05-02-1983 | "Fame" in de Nederlandse Nationale Hitparade - binnen: 05-02-1983 | "Fame" in de Nederlandse Nationale Hitparade - binnen: 05-02-1983 | "Fame" in de Nederlandse Nationale Hitparade - binnen: 05-02-1983 | "Fame" in de Nederlandse Nationale Hitparade - binnen: 05-02-1983 | "Fame" in de Nederlandse Nationale Hitparade - binnen: 05-02-1983 | "Fame" in de Nederlandse Nationale Hitparade - binnen: 05-02-1983 | "Fame" in de Nederlandse Nationale Hitparade - binnen: 05-02-1983 | "Fame" in de Nederlandse Nationale Hitparade - binnen: 05-02-1983 | "Fame" in de Nederlandse Nationale Hitparade - binnen: 05-02-1983 | "Fame" in de Nederlandse Nationale Hitparade - binnen: 05-02-1983 |
| Week                                                              | 1                                                                 | 2                                                                 | 3                                                                 | 4                                                                 | 5                                                                 | 6                                                                 | 7                                                                 | 8                                                                 | 9                                                                 | 10                                                                | 11                                                                | 12                                                                |                                                                   |
| ----------------------------------------------------------------- | ----------------------------------------------------------------- | ----------------------------------------------------------------- | ----------------------------------------------------------------- | ----------------------------------------------------------------- | ----------------------------------------------------------------- | ----------------------------------------------------------------- | ----------------------------------------------------------------- | ----------------------------------------------------------------- | ----------------------------------------------------------------- | ----------------------------------------------------------------- | ----------------------------------------------------------------- | ----------------------------------------------------------------- | ----------------------------------------------------------------- |
| Nummer                                                            | 10                                                                | 2                                                                 | 1                                                                 | 1                                                                 | 2                                                                 | 2                                                                 | 3                                                                 | 6                                                                 | 13                                                                | 24                                                                | 35                                                                | 46                                                                | uit                                                               |

### NPO Radio 2 Top 2000
| Nummer met noteringen in de NPO Radio 2 Top 2000 | '99 | '00 | '01  | '02  | '03  | '04  | '05-'21 | '22  |
| ------------------------------------------------ | --- | --- | ---- | ---- | ---- | ---- | ------- | ---- |
| Fame                                             | 729 | 955 | 1405 | 1811 | 1425 | 1875 | -       | 1698 |

1. ↑  Een '-' betekent dat het nummer niet was genoteerd en een vetgedrukt getal geeft de hoogste notering aan.
2. ↑  Deze tabel is bijgewerkt tot en met de laatste editie (2024).